# Йосиф Бергер
Йосиф Бергер (пол. Józef Bergier; нар. 17 лютого 1952, м. Межиріччя Більського повіту Люблінського воєводства, Польща) — польський політик, педагог, професор фізичної культури, депутат V скликання від «Громадянської платформи».

## Життєпис
Закінчив навчання у філії Академії фізичного виховання у Варшаві (1975). У 1982 отримав ступінь доктора (праця «Tendencje rozwoju sprawności motorycznej dzieci Zbiorczych Szkół Gminnych makroregionu środkowo-wschodniego»), у 1999 став доктором наук фізичної культури (праця «Wiedza dzieci o nauczanych czynnościach ruchowych a skuteczność działań w grze zespołowej»). Став тренером футбольного чемпіонату. Постановою президента Польщі від 7 серпня 2012 отримав звання професора наук фізичної культури.
Від 1975 року працює академічним учителем. У 2000 році став професором Державної вищої школи імені Папи Івана Павла II в Білій-Підляській, ректор цієї школи. Водночас є професором факультету фізичного виховання і спорту Академії фізичного виховання ім. Пілсудського в місті Біла Підляська.
У 1997—2001 роках був депутатом III скликання польського сейму від виборчої акції «Солідарність». У 2004 був кандидатом до Європейського парламенту. До 2006 був членом міської ради Білої Підляської, через рік був віце-президентом сеймику Люблінського воєводства. На парламентських виборах 2007 року за списком «Громадянської платформи» став сенатором VII скликання в холмському окрузі, отримавши 77 989 голосів. На виборах у 2011 та 2015 роках був кандидатом, але не набрав необхідної кількості голосів.

## Відзнаки
- Лицарський хрест Ордену Відродження Польщі (2013).